# Rajella nigerrima
Rajella nigerrima is een vissensoort uit de familie van de Rajidae. De wetenschappelijke naam van de soort is voor het eerst geldig gepubliceerd in 1960 door de Buen.